# Alessandro Trotter
Pour les articles homonymes, voir Trotter.
Alessandro Trotter (né le 26 juillet 1874 à Udine et mort le 22 juillet 1967  à Vittorio Veneto) est un entomologiste et un botaniste italien.

## Biographie
Alessandro Trotter est le beau-fils de Pier Andrea Saccardo (1845-1920). Professeur de pathologie végétale à l’université de Naples, il est l’auteur de plus de 400 publications dont 110 sur les galles.